# Ігнатенко Олександр Вікторович
Олександр Вікторович Ігнатенко ({нар. 12 грудня 1951, Ворошиловград, УРСР) — радянський футболіст та російський тренер українського походження, нападник.

## Кар'єра гравця
Розпочав грати в ворошиловградській команді «Зоря» в 1969 році і виступав за неї 13 років, ставши чемпіоном СРСР 1972 року. Службу в лавах радянської армії проходив в 1974-1975 роках у складі СКА (Київ) і ЦСКА. Завершив кар'єру гравця у віці 35 років у липецькому «Металурзі».

## Кар'єра тренера
У 1989 році закінчив Вищу школу тренерів. Тренував команди «Металург» з Липецька, «Тюмень», «Кристал» зі Смоленська, «Спартак» з Щолково, «Торпедо-Металург» з Москви, «Содовик» зі Стерлітамака, «Балтика», в 2008 році працював у спортивному відділі клубу «Москва». У 2009 році — головний тренер клубу «Волгар-Газпрому-2» з міста Астрахань. У 2010 році став головним тренером «Авангарду» з Курська.

## Досягнення
- Вища ліга чемпіонату СРСР
  -  Чемпіон (1): 1972

- Найкращий тренер Другого дивізіону чемпіонату Росії (зона «Урал/Поволжя»): 2004, 2005